# Привреда Словеније
Словенија је развијена земља која ужива стабилност и релативни просперитет. Њен БДП по глави становника износи 88% европског просека. Она је прва нова чланица ЕУ која је прешла на евро (јануара 2007. године). Такође је чланица ОЕСР од 2010. године.
Словенија поседује високо квалификовану радну снагу, добро развијену инфраструктуру и повољан саобраћајни положај. Са друге стране, ниво диектних страних инвестиција је један од најнижих, а словеначка привреда је озбиљно уздрмана европском дужничком кризом, која је почела 2009. године.

## Историја
Без обзира што је становништво Словеније чинило тек једанаести део укупног становништва бивше СФРЈ, ова алпска држава је била најпродуктивнија југословенска република и њена производња је чинила 20% БДП и једну трећину укупног извоза СФРЈ. Независност 1991. године је дочекала са јаком привредном основом и развијеним везама са западним тржиштем. Од тада, Словенија се ужурбано припремала за евроинтеграције и стремила је приступању разним трговинским организацијама. Она је један од оснивача СТО, придружила се организацији ЦЕФТА 1996. године, као и Европској унији 1. маја 2004. године. Евро је уведен на почетку 2007. године, уместо дотадашњег толара.
Европска дужничка криза је уздрмала привреду ове земље (највише у ЕУ, заједно са балтичким државама и Финском), међутим, захваљујући извозу, Словенија се економски полагано опорављала. Поново је, крајем 2011. године, уследила рецесија, а разлози исте су приписани паду домаће потрошње и извоза. Извоз Словеније махом иде у земље-чланице еврозоне. Такође, овом кризом је озбиљно погођен и грађевински сектор.<ref name="ST2012-03-13">„Double Dip Recession is the 'Slovenian' Reality”. The Slovenia Times. 13. 3. 2012. Архивирано из оригинала 08. 02. 2013. г. Приступљено 11. 02. 2018.

## Обележја привреде
У примарном сектору је запослено 6% становништва. Величина просечног газдинства износи 5,5 ha. Крајем деведесетих је дошло до пораста производње органске хране. Јавне финансије показују значајан дефицит током последњих неколико година. Приватизације словеначких предузећа су махом биле успешне. Суседна Хрватска је почела са инвестирањем у Словенију. Првог јула 2010. године, Атлантик група из Хрватске је купила Дрогу Колинску за 382 милиона евра. Јуна 2013. године, ланац супермаркета Меркатор је купљен од стране хрватског Агрокора за 454 милиона евра.